# 観音丸事件
観音丸事件（かんのんまるじけん）とは、1926年（大正15年）2月14日に岡山県で発生した強盗殺人事件。

## 事件の概要
1926年（大正15年）2月18日、岡山県浅口郡黒崎村（現倉敷市）沖の瀬戸内海を漂流する船が発見された。地元の警察官が立ち入ったところ船内は無人であったが荒らされた形跡があり、血痕の付着も見られたことから、何らかの事件が発生したものと推測された。岡山県警察部は直ちに捜査本部を設置し捜査を開始した。
その結果漂流船は長崎県対馬の「観音丸」であることが判明した。乗組員は船長も含めた日本人2人と朝鮮人1人。記録によれば対馬から大阪まで木炭を運搬し、荷主からその船賃を受領して対馬に帰る途中連絡を絶っていた。
さらに事件発覚前の2月14日早朝、乗組員のうち朝鮮人船員らしき男が下関行の列車に乗ったことが明らかになった。これらのことから捜査本部は、この事件は朝鮮人乗組員による上記船賃目当ての強盗殺人事件であり、容疑者である朝鮮人乗組員は下関から関釜連絡船を使って朝鮮に逃亡したものと断定した。
直ちに朝鮮総督府警察に容疑者の逮捕が要請され、2月28日に犯人は鬱陵島で逮捕された。行方不明の船長ともう一人の船員もその後相次いで遺体で発見された。
裁判の結果、犯人に死刑判決が下り、翌1927年（昭和2年）6月2日に刑が執行された。